# Segretario al tesoro degli Stati Uniti d'America

Il sigillo ufficiale del Dipartimento del tesoro degli Stati Uniti d'America.

Il segretario al Tesoro degli Stati Uniti d'America (in inglese United States Secretary of the Treasury) è il membro del governo federale degli Stati Uniti d'America a capo del dipartimento del Tesoro, il quale si occupa di questioni economiche, finanziarie e monetarie e, dal 2003, di alcune questioni riguardanti la sicurezza nazionale. La sua posizione è analoga a quella dei ministri delle finanze dei governi di altri Paesi.
Il segretario è un membro del gabinetto del presidente e, a partire dagli anni della presidenza Clinton, fa parte del Consiglio per la sicurezza nazionale e presiede il comitato sugli investimenti esteri negli Stati Uniti d'America. Il segretario al Tesoro è il quinto nella linea di successione presidenziale dopo il vicepresidente (che è anche presidente del Senato), lo speaker della Camera dei rappresentanti, il presidente pro tempore del Senato e il segretario di Stato.

## Segretari al Tesoro
| #  | Immagine | Nome                        | Stato di residenza | Mandato           | Mandato           | Presidenze                                               |
| #  | Immagine | Nome                        | Stato di residenza | Inizio            | Termine           | Presidenze                                               |
| -- | -------- | --------------------------- | ------------------ | ----------------- | ----------------- | -------------------------------------------------------- |
| 1  |          | Alexander Hamilton          | New York           | 11 settembre 1789 | 31 gennaio 1795   | George Washington                                        |
| 2  |          | Oliver Wolcott Jr.          | Connecticut        | 3 febbraio 1795   | 31 dicembre 1800  | George Washington, John Adams                            |
| 3  |          | Samuel Dexter               | Massachusetts      | 1º gennaio 1801   | 13 maggio 1801    | John Adams, Thomas Jefferson                             |
| 4  |          | Albert Gallatin             | Pennsylvania       | 14 maggio 1801    | 8 febbraio 1814   | Thomas Jefferson, James Madison                          |
| 5  |          | George Washington Campbell  | Tennessee          | 9 febbraio 1814   | 5 ottobre, 1814   | James Madison                                            |
| 6  |          | Alexander James Dallas      | Pennsylvania       | 6 ottobre 1814    | 21 ottobre 1816   | James Madison                                            |
| 7  |          | William Harris Crawford     | Georgia            | 22 ottobre 1816   | 6 marzo 1825      | James Madison, James Monroe                              |
| 8  |          | Richard Rush                | Pennsylvania       | 7 marzo 1825      | 5 marzo 1829      | John Quincy Adams                                        |
| 9  |          | Samuel Delucenna Ingham     | Pennsylvania       | 6 marzo 1829      | 20 giugno 1831    | Andrew Jackson                                           |
| 10 |          | Louis McLane                | Delaware           | 8 agosto 1831     | 28 maggio 1833    | Andrew Jackson                                           |
| 11 |          | William John Duane          | Pennsylvania       | 29 maggio 1833    | 22 settembre 1833 | Andrew Jackson                                           |
| 12 |          | Roger Brooke Taney          | Maryland           | 23 settembre 1833 | 25 giugno 1834    | Andrew Jackson                                           |
| 13 |          | Levi Woodbury               | New Hampshire      | 1º luglio 1834    | 3 marzo 1841      | Andrew Jackson, Martin Van Buren                         |
| 14 |          | Thomas Ewing                | Ohio               | 4 marzo 1841      | 11 settembre 1841 | William Henry Harrison, John Tyler                       |
| 15 |          | Walter Forward              | Pennsylvania       | 13 settembre 1841 | 1º marzo 1843     | John Tyler                                               |
| 16 |          | John Canfield Spencer       | New York           | 8 marzo 1843      | 2 maggio 1844     | John Tyler                                               |
| 17 |          | George Mortimer Bibb        | Kentucky           | 4 luglio 1844     | 7 marzo 1845      | John Tyler                                               |
| 18 |          | Robert John Walker          | Mississippi        | 8 marzo 1845      | 5 marzo 1849      | James Knox Polk                                          |
| 19 |          | William Morris Meredith     | Pennsylvania       | 8 marzo 1849      | 22 luglio 1850    | Zachary Taylor                                           |
| 20 |          | Thomas Corwin               | Ohio               | 23 luglio 1850    | 6 marzo 1853      | Millard Fillmore                                         |
| 21 |          | James Guthrie               | Kentucky           | 7 marzo 1853      | 6 marzo 1857      | Franklin Pierce                                          |
| 22 |          | Howell Cobb                 | Georgia            | 7 marzo 1857      | 8 dicembre 1860   | James Buchanan                                           |
| 23 |          | Philip Francis Thomas       | Maryland           | 12 dicembre 1860  | 14 gennaio 1861   | James Buchanan                                           |
| 24 |          | John Adams Dix              | New York           | 15 gennaio 1861   | 6 marzo 1861      | James Buchanan                                           |
| 25 |          | Salmon Portland Chase       | Ohio               | 7 marzo 1861      | 30 giugno 1864    | Abraham Lincoln                                          |
| 26 |          | William Pitt Fessenden      | Maine              | 5 luglio 1864     | 3 marzo 1865      | Abraham Lincoln                                          |
| 27 |          | Hugh McCulloch              | Indiana            | 9 marzo 1865      | 3 marzo 1869      | Abraham Lincoln, Andrew Johnson                          |
| 28 |          | George Sewall Boutwell      | Massachusetts      | 12 marzo 1869     | 16 marzo 1873     | Ulysses Simpson Grant                                    |
| 29 |          | William Adams Richardson    | Massachusetts      | 17 marzo 1873     | 3 giugno 1874     | Ulysses Simpson Grant                                    |
| 30 |          | Benjamin Helm Bristow       | Kentucky           | 4 giugno 1874     | 20 giugno 1876    | Ulysses Simpson Grant                                    |
| 31 |          | Lot Myrick Morrill          | Maine              | 7 luglio 1876     | 9 marzo 1877      | Ulysses Simpson Grant, Rutherford B. Hayes               |
| 32 |          | John Sherman                | Ohio               | 10 marzo 1877     | 3 marzo 1881      | Rutherford B. Hayes                                      |
| 33 |          | William Windom              | Minnesota          | 8 marzo 1881      | 13 novembre 1881  | James A. Garfield, Chester Arthur                        |
| 34 |          | Charles James Folger        | New York           | 14 novembre 1881  | 4 settembre 1884  | Chester Arthur                                           |
| 35 |          | Walter Quintin Gresham      | Indiana            | 5 settembre 1884  | 30 ottobre 1884   | Chester Arthur                                           |
| 36 |          | Hugh McCulloch              | Indiana            | 31 ottobre 1884   | 7 marzo 1885      | Chester Arthur, Grover Cleveland                         |
| 37 |          | Daniel Manning              | New York           | 8 marzo 1885      | 31 marzo 1887     | Grover Cleveland                                         |
| 38 |          | Charles Stebbins Fairchild  | New York           | 1º aprile 1887    | 6 marzo 1889      | Grover Cleveland                                         |
| 39 |          | William Windom              | Minnesota          | 7 marzo 1889      | 29 gennaio 1891   | Benjamin Harrison                                        |
| 40 |          | Charles William Foster, Jr. | Ohio               | 25 febbraio 1891  | 6 marzo 1893      | Benjamin Harrison, Grover Cleveland                      |
| 41 |          | John Griffin Carlisle       | Kentucky           | 7 marzo 1893      | 5 marzo 1897      | Grover Cleveland, William McKinley                       |
| 42 |          | Lyman Judson Gage           | Illinois           | 6 marzo 1897      | 31 gennaio 1902   | William McKinley, Theodore Roosevelt                     |
| 43 |          | Leslie Mortimer Shaw        | Iowa               | 1º febbraio 1902  | 3 marzo 1907      | Theodore Roosevelt                                       |
| 44 |          | George Bruce Cortelyou      | New York           | 4 marzo 1907      | 7 marzo 1909      | Theodore Roosevelt                                       |
| 45 |          | Franklin MacVeagh           | Illinois           | 8 marzo 1909      | 5 marzo 1913      | William Howard Taft                                      |
| 46 |          | William Gibbs McAdoo        | New York           | 6 marzo 1913      | 15 dicembre 1918  | Woodrow Wilson                                           |
| 47 |          | Carter Glass                | Virginia           | 16 dicembre 1918  | 1º febbraio 1920  | Woodrow Wilson                                           |
| 48 |          | David Franklin Houston      | Missouri           | 2 febbraio 1920   | 3 marzo 1921      | Woodrow Wilson                                           |
| 49 |          | Andrew William Mellon       | Pennsylvania       | 4 marzo 1921      | 12 febbraio 1932  | Warren Gamaliel Harding, Calvin Coolidge, Herbert Hoover |
| 50 |          | Ogden Livingston Mills, Jr. | New York           | 13 febbraio 1932  | 4 marzo 1933      | Herbert Hoover                                           |
| 51 |          | William Hartman Woodin      | New York           | 5 marzo 1933      | 31 dicembre 1933  | Franklin D. Roosevelt                                    |
| 52 |          | Henry Morgenthau Jr.        | New York           | 1º gennaio 1934   | 22 luglio 1945    | Franklin D. Roosevelt, Harry Truman                      |
| 53 |          | Frederick Moore Vinson      | Kentucky           | 23 luglio 1945    | 23 giugno 1946    | Harry Truman                                             |
| 54 |          | John Wesley Snyder          | Missouri           | 25 giugno 1946    | 20 gennaio 1953   | Harry Truman                                             |
| 55 |          | George Magoffin Humphrey    | Ohio               | 21 gennaio 1953   | 29 luglio 1957    | Dwight D. Eisenhower                                     |
| 56 |          | Robert Bernard Anderson     | Connecticut        | 29 luglio 1957    | 20 gennaio 1961   | Dwight D. Eisenhower                                     |
| 57 |          | Clarence Douglas Dillon     | New Jersey         | 21 gennaio 1961   | 1º aprile 1965    | John Fitzgerald Kennedy, Lyndon B. Johnson               |
| 58 |          | Henry Hammill Fowler        | Virginia           | 1º aprile 1965    | 20 dicembre 1968  | Lyndon B. Johnson                                        |
| 59 |          | Joseph Walker Barr          | Indiana            | 21 dicembre 1968  | 20 gennaio 1969   | Lyndon B. Johnson                                        |
| 60 |          | David Matthew Kennedy       | Utah               | 22 gennaio 1969   | 10 febbraio 1971  | Richard Nixon                                            |
| 61 |          | John Connally               | Texas              | 11 febbraio 1971  | 12 giugno 1972    | Richard Nixon                                            |
| 62 |          | George P. Shultz            | Illinois           | 12 giugno 1972    | 8 maggio 1974     | Richard Nixon                                            |
| 63 |          | William Edward Simon        | New Jersey         | 8 maggio 1974     | 20 gennaio 1977   | Richard Nixon, Gerald Ford                               |
| 64 |          | W. Michael Blumenthal       | Michigan           | 23 gennaio 1977   | 4 agosto 1979     | Jimmy Carter                                             |
| 65 |          | George William Miller       | Rhode Island       | 7 agosto 1979     | 20 gennaio 1981   | Jimmy Carter                                             |
| 66 |          | Donald Thomas Regan         | New Jersey         | 22 gennaio 1981   | 1º febbraio 1985  | Ronald Reagan                                            |
| 67 |          | James Baker                 | Texas              | 4 febbraio 1985   | 17 agosto 1988    | Ronald Reagan                                            |
| 68 |          | Nicholas F. Brady           | New Jersey         | 15 settembre 1988 | 17 gennaio 1993   | Ronald Reagan, George H. W. Bush                         |
| 69 |          | Lloyd Bentsen               | Texas              | 20 gennaio 1993   | 22 dicembre 1994  | Bill Clinton                                             |
| 70 |          | Robert Rubin                | New York           | 11 gennaio 1995   | 2 luglio 1999     | Bill Clinton                                             |
| 71 |          | Lawrence Summers            | Massachusetts      | 2 luglio 1999     | 20 gennaio 2001   | Bill Clinton                                             |
| 72 |          | Paul H. O'Neill             | Pennsylvania       | 20 gennaio 2001   | 31 dicembre 2002  | George W. Bush                                           |
| 73 |          | John William Snow           | Virginia           | 3 febbraio 2003   | 30 giugno 2006    | George W. Bush                                           |
| 74 |          | Henry Paulson               | Illinois           | 10 luglio 2006    | 20 gennaio 2009   | George W. Bush                                           |
| 75 |          | Timothy Geithner            | New York           | 26 gennaio 2009   | 28 febbraio 2013  | Barack Obama                                             |
| 76 |          | Jacob Lew                   | New York           | 28 febbraio 2013  | 20 gennaio 2017   | Barack Obama                                             |
| 77 |          | Steven Mnuchin              | California         | 13 febbraio 2017  | 20 gennaio 2021   | Donald Trump                                             |
| 78 |          | Janet Yellen                | California         | 26 gennaio 2021   | 20 gennaio 2025   | Joe Biden                                                |
| 79 |          | Scott Bessent               | Carolina del Sud   | 28 gennaio 2025   | in carica         | Donald Trump                                             |